# María Milagros Véliz
María Milagros Véliz Pinto (Guacara, estado Carabobo; 9 de enero de 1983)  es una reina de belleza venezolana, que participó en el certamen Miss Venezuela 2008 representando al estado Anzoátegui. Obtuvo la corona de Miss Venezuela Mundo 2008, que le otorgó el derecho de representar a su país en el certamen Miss Mundo 2009 realizado en Sudáfrica, donde logra clasificar entre las 6 Finalistas de la competencia Miss World Sportswoman. gracias a su desempeño como atleta profesional en Venezuela y sus estudios en entrenamiento deportivo funcional. 
Véliz es Licenciada en Comercio exterior e idiomas, en el European Business School, en Londres, Reino Unido.  Habla español, inglés, francés e italiano.